# Eparquía de Rustavi
La eparquía de Rustavi (en georgiano: რუსთავის ეპარქია) es una eparquía (diócesis) de la iglesia ortodoxa georgiana con sede en Rustavi, Georgia. Tiene jurisdicción sobre los municipios georgianos de Rustavi y Garbabani.

## Historia
Según la “Vida” del rey Vajtang I Gorgasali, compilada por Juansher Juansheriani, en los años 470 se establecieron en el reino de Iberia cinco diócesis, incluida Rustavi. Debido a la completa destrucción de la ciudad de Rustavi por los mongoles liderados por Tamerlán, el centro de la eparquía de Rustavi se trasladó al monasterio de Martkopi, pero el obispo todavía se llamaba Rustveli.
El 30 de junio de 1811, con la abolición de la autocefalia de la Iglesia ortodoxa de Georgia, se formó el Exarcado de Georgia, mientras que la eparquía de Rustavi pasó a formar parte de la eparquía de Alaverdi-Kajetia. Durante la reorganización de las diócesis del Exarcado de Georgia, que tuvo lugar el 30 de agosto de 1814, el territorio de la antigua diócesis de Rustavi fue transferido a la eparquía de Signagi y Cyzicus. Desde el 28 de diciembre de 1818, como parte de la eparquía de Kartali-Kajetia.
La eparquía fue revivida en 1995 durante la reorganización de las diócesis del Patriarcado de Georgia. El 17 de octubre de 2002, la eparquía pasó a ser conocida como eparquía de Rustavi y Marneuli pero el 11 de octubre de 2013, cuando se creó la eparquía de Marneuli y Juyabi, la diócesis comenzó a llamarse simplemente eparquía de Rustavi.Según la decisión del Santo Sínodo del 31 de octubre de 2019, la diócesis de Rustavi quedó temporalmente subordinada a la eparquía de Mtsjeta-Tiflis.

## Arzobispos metropolitanos
| Imagen | Nombre               | Periodo                                   |
| ------ | -------------------- | ----------------------------------------- |
|        | Afanasi Chajvashvili | 21 de octubre de 1996 - 7 de mayo de 2010 |
|        | Juan Gamrekeli       | 7 de mayo de 2010                         |